# حيرام كيلر
حيرام كيلر (بالإنجليزية: Hiram Keller)‏ هو عارض وممثل أمريكي، ولد في 3 مايو 1944 في الولايات المتحدة، وتوفي بنفس المكان في 20 يناير 1997 بسبب سرطان الكبد.

## وصلات خارجية
- حيرام كيلر على موقع IMDb (الإنجليزية)
- حيرام كيلر على موقع روتن توميتوز (الإنجليزية)
- حيرام كيلر على موقع ألو سيني (الفرنسية)
- حيرام كيلر على موقع تيرنر كلاسيك موفيز (الإنجليزية)
- حيرام كيلر على موقع أول موفي (الإنجليزية)
- حيرام كيلر على موقع قاعدة بيانات برودواي على الإنترنت (الإنجليزية)
- حيرام كيلر على موقع قاعدة بيانات الأفلام السويدية (السويدية)
- حيرام كيلر على موقع قاعدة بيانات الفيلم (الإنجليزية)
- حيرام كيلر على موقع كينوبويسك (الروسية)